# Brixi (Musikerfamilie)
Die Familie Brixi ist eine nordböhmische Musikerfamilie, deren Mitglieder an der Wende vom Barock zu Klassik wirkten. Ihre Wurzeln lassen sich bis ins frühe 17. Jahrhundert in der Region Mladá Boleslav zurückverfolgen. Aus dem weitverzweigten Stamm haben in der Musikwelt vor allem zwei Linien besondere Bedeutung erlangt. Zur ersten Linie, die aus Vlkava bei Nymburk (Bunzlauer Kreis) stammt, gehören die Komponisten Šimon und sein Sohn František Xaver sowie Jan Josef und sein Sohn Václav Norbert. Aus der zweiten Linie, ansässig in Skalsko bei Mladá Boleslav, stammen Dorota, die Ehefrau des Musikers Hans Georg Benda und Stammmutter der Musikerfamilie Benda, sowie ihr Neffe, der Komponist Viktorín Ignác Brixi.
Die verwandtschaftlichen Beziehungen zwischen den Musikerfamilien Brixi und Benda wurden erstmals von dem tschechischen Musikwissenschaftler Emilián Trolda (1871–1949) untersucht.

## Der Vlkava-Zweig
- Jan Brixi, Müller in Vlkava, verheiratet mit Alžbeta, lebte Ende des 17. Jahrhunderts, Begründer der Musikerfamilie Brixi, Vater von Šimon Brixi und möglicherweise Bruder von Jindřich Brixi.[3][5]
- Jan Josef Brixi (* 1. März 1711 in Vlkava; † 27. April 1762 in Mělník), Komponist, Kantor und Organist in Manětín und in Mělník.[1][4]
  - Jeroným Brixi (Václav Norbert) (* 20. September 1738 in Manětín; † 15. April 1803 in Planá), Sohn von Jan Josef Brixi. Zisterzienser, Komponist, Organist und Regens chori in Plasy. Am Ende seines Lebens wirkte er als Pfarrer in Planá.[1][5]
- Šimon Brixi (* 28. Oktober 1693 in Vlkava; † 2. November 1735 in Prag), Sohn des Müllers Jan Brixi und seiner Frau Alžběta. Komponist, Organist und Regens chori an der St. Martinskirche in Prag.[3][5]
  - František Xaver Brixi (* 2. Januar 1732 in Prag; † 14. Oktober 1771 in Prag), Sohn von Šimon Brixi. Einer der bedeutendsten tschechischen Barockkomponisten, Domkapellmeister im Veitsdom in Prag.[1][5]

## Der Skalsko-Zweig
- Jindřich Brixi, deutsch Heinrich Brixi, (* um 1643; † um 1703 wahrscheinlich in Dřísy), Gastwirt in Skalsko und seit 1692 Kantor in Dřísy. Vater von Václav und Dorota, möglicherweise Bruder von Jan Brixi.[3][5]
  - Václav Brixi, Sohn von Jindřich Brixi, lebte an der Wende vom 17. zum 18. Jahrhundert in Ostböhmen. Um 1716 lebte er in Pilsen, wo sein Sohn Viktorín geboren ist. Verheiratet mit Kateřina Zádolská, Schwester des Pfarrers in Skalsko.[3][5]
    - Viktorín Ignác Brixi (* 26. Juni 1716 in Plzeň; † 30. März 1803 in Poděbrady), Komponist, Organist und Regens chori in Poděbrady.[1][5]
      - Matěj Brixi (* 25. Februar 1752 in Poděbrady; † 1. Mai 1806 in Poděbrady), Sohn von Viktorín Brixi. Kantor, Organist und Regens chori in Poděbrady.[5]
        - Jan Baptist Brixi (* 9. Januar 1782 in Poděbrady; † nach 1813), Sohn des Kantors Matěj Brixi. Kantor und Musiker in der Region um Poděbrady.[5]

  - Dorota Brixi, deutsch Dorothea Brixi (* 15. Januar 1686 in Skalsko; † 23. März 1762 in Nowawes bei Potsdam), heiratete am 30. Mai 1706 in Stará Boleslav Hans Georg Benda (Jan Jiří Benda) und wurde so die Stammmutter der Musikerfamilie Benda. Zwischen den Familien Brixi und Benda bestanden zahlreiche freundschaftliche Beziehungen.[1][2]

Dorota und Jan Jiří Benda hatten zehn Kinder, von denen vier im Kindesalter starben. Fünf ihrer Kinder wurden bedeutende Musiker: Franz Benda (František Benda), Johann Georg Benda (Jan Jiří Benda), Georg Anton Benda (Jiří Antonín Benda), Joseph Benda, Anna Franziska Benda (Anna Františka Bendová).